# Natalija Tobias

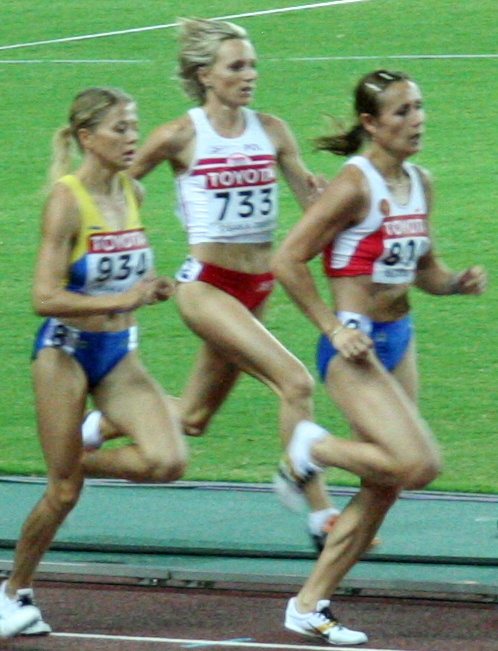
Natalija Tobias (links) bei den Weltmeisterschaften 2007

Natalija Wiktoriwna Tobias (ukrainisch Наталія Вікторівна Тобіас, engl. Transkription Nataliya Tobias, geb. Сидоренко Sydorenko; * 22. November 1980 in Serow, Russische SFSR) ist eine ukrainische Mittelstreckenläuferin, die vorwiegend auf der 1500-Meter-Strecke startet, sich aber auch als Hindernisläuferin betätigt.
2003 gewann sie Gold bei der Universiade, und 2004 wurde sie Fünfte bei den Hallenweltmeisterschaften in Budapest. Bei den Olympischen Spielen in Athen kam sie ins Halbfinale.
2006 belegte sie bei den Europameisterschaften in Göteborg den siebten Platz. Bei den darauffolgenden Leichtathletik-Weltmeisterschaften wurde sie Elfte und startete außerdem über 3000 m Hindernis, scheiterte dort aber im Vorlauf.
Ihren bislang größter Erfolg erzielte sie bei den Olympischen Spielen in Peking. Über 1500 m gewann sie mit ihrem persönlichen Rekord von 4:01,78 Minuten die Bronzemedaille hinter Nancy Jebet Langat (KEN) und ihrer Landsfrau Iryna Lischtschynska.
Kurz vor den Olympischen Spielen 2012 wurde Tobias für zwei Jahre gesperrt, bis zum 10. Juni 2014, da in ihrer Urinprobe von den Leichtathletik-Weltmeisterschaften 2011 bei einer Nachuntersuchung synthetisches Testosteron nachgewiesen worden war und sie auf die Öffnung der B-Probe verzichtet hatte.

## Persönliche Bestzeiten
- 800 m: 2:02,31 min, 22. Juli 2006
- 1500 m: 4:01,78 min, 23. August 2008
- 1 Meile: 4:25,87 min, 7. September 2008
- 3000 m: 8:51,32 min, 29. Juni 2003
- 3000 m Hindernis: 9:41,14 min, 4. August 2007
- 5000 m: 15:52,28 min, 3. Juli 2003